# Гејнсвил (Џорџија)
Гејнсвил (енгл. Gainesville) град је у америчкој савезној држави Џорџија. По попису становништва из 2010. у њему је живело 33.804 становника.

## Демографија
Према попису становништва из 2010. у граду је живело 33.804 становника, што је 8.226 (32,2%) становника више него 2000. године.
| Група             | 2000.          | 2010.          |
| Белци             | 12.218 (47,8%) | 13.190 (39,0%) |
| Афроамериканци    | 4.023 (15,7%)  | 5.143 (15,2%)  |
| Азијати           | 687 (2,7%)     | 1.073 (3,2%)   |
| Хиспаноамериканци | 8.484 (33,2%)  | 14.058 (41,6%) |
| Укупно            | 25.578         | 33.804         |